# Cantón de Chaudes-Aigues
El cantón de Chaudes-Aigues era una división administrativa francesa, que estaba situada en el departamento de Cantal y la región de Auvernia.

## Composición
El cantón estaba formado por doce comunas:
- Anterrieux
- Chaudes-Aigues
- Deux-Verges
- Espinasse
- Fridefont
- Jabrun
- La Trinitat
- Lieutadès
- Maurines
- Saint-Martial
- Saint-Rémy-de-Chaudes-Aigues
- Saint-Urcize

## Supresión del cantón de Chaudes-Aigues
En aplicación del Decreto nº 2014-149 de 13 de febrero de 2014, el cantón de Chaudes-Aigues fue suprimido el 22 de marzo de 2015 y sus 12 comunas pasaron a formar parte del nuevo cantón de Neuvéglise.